# Mel Hancock

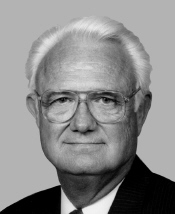
Mel Hancock

Melton D. „Mel“ Hancock (* 14. September 1929 in Cape Fair, Stone County, Missouri; † 6. November 2011 in Springfield, Missouri) war ein US-amerikanischer Politiker. Zwischen 1989 und 1997 vertrat er den Bundesstaat Missouri im US-Repräsentantenhaus.

## Werdegang
Mel Hancock besuchte Schulen in Carthage, Topeka (Kansas) und Springfield. Danach studierte er bis 1951 an der Southwest Missouri State University. Von 1951 bis 1953 diente er als Leutnant in der United States Air Force, deren Reserve er bis 1965 angehörte. Von 1959 bis 1969 arbeitete Hancock in der Versicherungsbranche. Er wurde Eigentümer der Firma Federal Protection Inc., die Sicherheitsausrüstungen für Banken vertrieb. Im Jahr 1977 gründete Hancock die Non-Profit-Organisation „The Taxpayer Survival Association“. Ferner war er der Hauptinitiator einer 1980 eingeführten Änderung der Staatsverfassung von Missouri, die als Hancock Amendment bekannt wurde und das Steuerrecht betraf.
Hancock schloss sich der Republikanischen Partei an. 1982 strebte er erfolglos die Nominierung seiner Partei für die Wahlen zum US-Senat an; zwei Jahre später scheiterte eine Kandidatur für das Amt des Vizegouverneurs von Missouri. Bei den Kongresswahlen des Jahres 1988 wurde er dann aber im siebten Wahlbezirk seines Staates in das US-Repräsentantenhaus in Washington, D.C. gewählt, wo er am 3. Januar 1989 die Nachfolge von Gene Taylor antrat. Nach drei Wiederwahlen konnte er bis zum 3. Januar 1997 vier Legislaturperioden im Kongress absolvieren. Im Jahr 1996 verzichtete er auf eine weitere Kandidatur.
Nach seinem Ausscheiden aus dem US-Repräsentantenhaus zog sich Mel Hancock aus der Politik zurück. Zuletzt lebte er in Springfield. Er war seit dem 17. November 1951 mit Alma McDaniel verheiratet, mit der er drei erwachsene Kinder hat.